# Lista di asteroidi (654001-655000)
Di seguito una lista di asteroidi dal numero 654001  al 655000 con data di scoperta e scopritore.

## 654001–654100
| Nome   | Designazione provvisoria | Data di scoperta  | Scopritore          |
| ------ | ------------------------ | ----------------- | ------------------- |
| 654001 | 2014 WR224               | 18 novembre 2014  | Pan-STARRS          |
| 654002 | 2014 WX224               | 18 novembre 2014  | Pan-STARRS          |
| 654003 | 2014 WV225               | 18 novembre 2014  | Pan-STARRS          |
| 654004 | 2014 WF229               | 18 novembre 2014  | Pan-STARRS          |
| 654005 | 2014 WO229               | 4 novembre 2005   | Spacewatch          |
| 654006 | 2014 WA230               | 18 novembre 2014  | Pan-STARRS          |
| 654007 | 2014 WM232               | 22 ottobre 2003   | Spacewatch          |
| 654008 | 2014 WK233               | 10 gennaio 2007   | Spacewatch          |
| 654009 | 2014 WR233               | 14 settembre 2007 | CSS                 |
| 654010 | 2014 WE234               | 2 novembre 2010   | Mount Lemmon Survey |
| 654011 | 2014 WA235               | 30 gennaio 2004   | Spacewatch          |
| 654012 | 2014 WF236               | 20 novembre 2014  | Mount Lemmon Survey |
| 654013 | 2014 WO236               | 25 ottobre 2014   | Mount Lemmon Survey |
| 654014 | 2014 WX236               | 5 ottobre 2014    | Mount Lemmon Survey |
| 654015 | 2014 WR240               | 20 settembre 2014 | Pan-STARRS          |
| 654016 | 2014 WO243               | 1 dicembre 2005   | Mount Lemmon Survey |
| 654017 | 2014 WQ245               | 17 gennaio 2008   | Mount Lemmon Survey |
| 654018 | 2014 WS249               | 14 marzo 2012     | Pan-STARRS          |
| 654019 | 2014 WF252               | 6 febbraio 2005   | W. Bickel           |
| 654020 | 2014 WC257               | 5 aprile 2011     | Mount Lemmon Survey |
| 654021 | 2014 WH260               | 13 dicembre 2010  | Mount Lemmon Survey |
| 654022 | 2014 WM264               | 15 luglio 2013    | Pan-STARRS          |
| 654023 | 2014 WV265               | 25 settembre 2009 | Spacewatch          |
| 654024 | 2014 WP277               | 23 settembre 2008 | Spacewatch          |
| 654025 | 2014 WA280               | 21 novembre 2014  | Pan-STARRS          |
| 654026 | 2014 WX280               | 21 novembre 2014  | Pan-STARRS          |
| 654027 | 2014 WE285               | 21 novembre 2014  | Pan-STARRS          |
| 654028 | 2014 WW286               | 16 ottobre 2014   | Spacewatch          |
| 654029 | 2014 WU288               | 11 marzo 2003     | Spacewatch          |
| 654030 | 2014 WL291               | 27 agosto 2009    | Spacewatch          |
| 654031 | 2014 WX292               | 2 ottobre 2014    | Pan-STARRS          |
| 654032 | 2014 WN309               | 31 ottobre 2010   | Mount Lemmon Survey |
| 654033 | 2014 WQ310               | 27 ottobre 2005   | Spacewatch          |
| 654034 | 2014 WT310               | 4 ottobre 2014    | Mount Lemmon Survey |
| 654035 | 2014 WK319               | 28 luglio 2005    | NEAT                |
| 654036 | 2014 WP321               | 7 novembre 2007   | CSS                 |
| 654037 | 2014 WQ322               | 28 ottobre 2014   | Mount Lemmon Survey |
| 654038 | 2014 WF323               | 22 novembre 2014  | Pan-STARRS          |
| 654039 | 2014 WJ324               | 15 settembre 2009 | Spacewatch          |
| 654040 | 2014 WT324               | 29 ottobre 2014   | Pan-STARRS          |
| 654041 | 2014 WD330               | 22 novembre 2014  | Pan-STARRS          |
| 654042 | 2014 WT330               | 22 novembre 2014  | Pan-STARRS          |
| 654043 | 2014 WX330               | 16 aprile 2012    | Pan-STARRS          |
| 654044 | 2014 WO332               | 28 marzo 2003     | Spacewatch          |
| 654045 | 2014 WB335               | 31 agosto 2014    | Pan-STARRS          |
| 654046 | 2014 WN338               | 7 febbraio 2011   | Mount Lemmon Survey |
| 654047 | 2014 WV338               | 12 maggio 2013    | Pan-STARRS          |
| 654048 | 2014 WJ339               | 29 ottobre 2014   | Pan-STARRS          |
| 654049 | 2014 WF341               | 18 settembre 2014 | Pan-STARRS          |
| 654050 | 2014 WC342               | 31 agosto 2014    | Pan-STARRS          |
| 654051 | 2014 WB344               | 22 novembre 2014  | Pan-STARRS          |
| 654052 | 2014 WK347               | 27 marzo 2008     | Mount Lemmon Survey |
| 654053 | 2014 WO348               | 27 gennaio 2012   | Spacewatch          |
| 654054 | 2014 WC349               | 22 novembre 2014  | Pan-STARRS          |
| 654055 | 2014 WK349               | 8 settembre 1996  | Spacewatch          |
| 654056 | 2014 WU354               | 23 novembre 2014  | Pan-STARRS          |
| 654057 | 2014 WG359               | 1 febbraio 2003   | SDSS Collaboration  |
| 654058 | 2014 WB372               | 22 novembre 2014  | Mount Lemmon Survey |
| 654059 | 2014 WS376               | 22 novembre 2014  | Mount Lemmon Survey |
| 654060 | 2014 WM379               | 13 dicembre 2006  | Spacewatch          |
| 654061 | 2014 WX379               | 1 dicembre 2006   | Mount Lemmon Survey |
| 654062 | 2014 WZ380               | 28 ottobre 2014   | Mount Lemmon Survey |
| 654063 | 2014 WJ382               | 2 aprile 2011     | Mount Lemmon Survey |
| 654064 | 2014 WB386               | 24 gennaio 2011   | Mount Lemmon Survey |
| 654065 | 2014 WO394               | 22 ottobre 2014   | CSS                 |
| 654066 | 2014 WQ394               | 28 ottobre 2014   | Pan-STARRS          |
| 654067 | 2014 WG395               | 24 dicembre 2006  | Spacewatch          |
| 654068 | 2014 WK395               | 28 ottobre 2014   | Pan-STARRS          |
| 654069 | 2014 WU395               | 13 dicembre 2010  | Mount Lemmon Survey |
| 654070 | 2014 WY395               | 25 novembre 2014  | Pan-STARRS          |
| 654071 | 2014 WP397               | 23 settembre 2014 | Pan-STARRS          |
| 654072 | 2014 WD399               | 25 novembre 2014  | Mount Lemmon Survey |
| 654073 | 2014 WJ402               | 6 novembre 2005   | Spacewatch          |
| 654074 | 2014 WN403               | 26 novembre 2014  | Spacewatch          |
| 654075 | 2014 WZ403               | 23 settembre 2001 | Spacewatch          |
| 654076 | 2014 WH404               | 26 novembre 2014  | Pan-STARRS          |
| 654077 | 2014 WK405               | 15 aprile 2008    | Mount Lemmon Survey |
| 654078 | 2014 WQ405               | 30 gennaio 2011   | Mount Lemmon Survey |
| 654079 | 2014 WR406               | 26 novembre 2014  | Pan-STARRS          |
| 654080 | 2014 WQ408               | 11 novembre 2007  | Mount Lemmon Survey |
| 654081 | 2014 WT410               | 29 settembre 2009 | Mount Lemmon Survey |
| 654082 | 2014 WS411               | 26 novembre 2014  | Pan-STARRS          |
| 654083 | 2014 WE426               | 25 aprile 2003    | Spacewatch          |
| 654084 | 2014 WJ430               | 27 novembre 2014  | Mount Lemmon Survey |
| 654085 | 2014 WW434               | 4 settembre 2010  | Mount Lemmon Survey |
| 654086 | 2014 WX438               | 27 novembre 2014  | Mount Lemmon Survey |
| 654087 | 2014 WP443               | 31 ottobre 2014   | Mount Lemmon Survey |
| 654088 | 2014 WL444               | 12 marzo 2007     | Spacewatch          |
| 654089 | 2014 WY445               | 8 gennaio 2011    | Mount Lemmon Survey |
| 654090 | 2014 WE447               | 17 settembre 2003 | Spacewatch          |
| 654091 | 2014 WO450               | 13 marzo 2012     | Mount Lemmon Survey |
| 654092 | 2014 WQ451               | 24 novembre 2014  | Spacewatch          |
| 654093 | 2014 WG453               | 4 settembre 2014  | Pan-STARRS          |
| 654094 | 2014 WQ453               | 12 ottobre 2007   | Osservatorio Lulin  |
| 654095 | 2014 WK454               | 1 settembre 2005  | Spacewatch          |
| 654096 | 2014 WU455               | 27 gennaio 2007   | Mount Lemmon Survey |
| 654097 | 2014 WC456               | 11 luglio 2005    | Mount Lemmon Survey |
| 654098 | 2014 WP458               | 25 novembre 2005  | Spacewatch          |
| 654099 | 2014 WK462               | 17 novembre 2014  | Pan-STARRS          |
| 654100 | 2014 WK464               | 27 novembre 2014  | Pan-STARRS          |

## 654101–654200
| Nome   | Designazione provvisoria | Data di scoperta  | Scopritore          |
| ------ | ------------------------ | ----------------- | ------------------- |
| 654101 | 2014 WY464               | 4 settembre 2014  | Pan-STARRS          |
| 654102 | 2014 WG472               | 28 marzo 2009     | Mount Lemmon Survey |
| 654103 | 2014 WE474               | 22 novembre 2006  | Spacewatch          |
| 654104 | 2014 WA475               | 6 novembre 2005   | Spacewatch          |
| 654105 | 2014 WF475               | 20 novembre 2014  | Mount Lemmon Survey |
| 654106 | 2014 WW475               | 11 gennaio 2011   | Mount Lemmon Survey |
| 654107 | 2014 WH478               | 27 marzo 2007     | SSS                 |
| 654108 | 2014 WV493               | 14 novembre 2013  | Mount Lemmon Survey |
| 654109 | 2014 WQ496               | 26 dicembre 2009  | Spacewatch          |
| 654110 | 2014 WL498               | 31 agosto 2014    | Pan-STARRS          |
| 654111 | 2014 WT499               | 27 settembre 2001 | LONEOS              |
| 654112 | 2014 WK500               | 31 agosto 2003    | AMOS                |
| 654113 | 2014 WP501               | 14 ottobre 2014   | Spacewatch          |
| 654114 | 2014 WE502               | 9 gennaio 2002    | Spacewatch          |
| 654115 | 2014 WP502               | 26 settembre 2006 | CSS                 |
| 654116 | 2014 WH503               | 4 settembre 2014  | Pan-STARRS          |
| 654117 | 2014 WN504               | 27 ottobre 2005   | Spacewatch          |
| 654118 | 2014 WJ507               | 17 novembre 2007  | CSS                 |
| 654119 | 2014 WM507               | 17 gennaio 2007   | CSS                 |
| 654120 | 2014 WZ515               | 21 novembre 2014  | Pan-STARRS          |
| 654121 | 2014 WU516               | 17 novembre 2014  | Pan-STARRS          |
| 654122 | 2014 WG523               | 25 ottobre 2005   | Mount Lemmon Survey |
| 654123 | 2014 WA525               | 20 novembre 2014  | Mount Lemmon Survey |
| 654124 | 2014 WC525               | 20 novembre 2014  | Pan-STARRS          |
| 654125 | 2014 WL526               | 21 novembre 2014  | Pan-STARRS          |
| 654126 | 2014 WG528               | 28 agosto 2013    | Mount Lemmon Survey |
| 654127 | 2014 WR531               | 26 novembre 2014  | Pan-STARRS          |
| 654128 | 2014 WU532               | 29 novembre 2005  | Mount Lemmon Survey |
| 654129 | 2014 WE534               | 29 novembre 2014  | Pan-STARRS          |
| 654130 | 2014 WJ534               | 30 marzo 2011     | Mount Lemmon Survey |
| 654131 | 2014 WR534               | 30 novembre 2014  | Pan-STARRS          |
| 654132 | 2014 WB549               | 27 novembre 2014  | Pan-STARRS          |
| 654133 | 2014 WZ554               | 25 novembre 2014  | Pan-STARRS          |
| 654134 | 2014 WJ567               | 26 novembre 2014  | Pan-STARRS          |
| 654135 | 2014 WW567               | 26 novembre 2014  | Pan-STARRS          |
| 654136 | 2014 WZ567               | 22 novembre 2014  | Pan-STARRS          |
| 654137 | 2014 WH568               | 20 novembre 2014  | Mount Lemmon Survey |
| 654138 | 2014 WQ568               | 24 novembre 2014  | Pan-STARRS          |
| 654139 | 2014 WT568               | 20 novembre 2014  | Pan-STARRS          |
| 654140 | 2014 WL572               | 22 novembre 2014  | Pan-STARRS          |
| 654141 | 2014 WY592               | 23 novembre 2014  | Pan-STARRS          |
| 654142 | 2014 WZ593               | 20 novembre 2014  | Pan-STARRS          |
| 654143 | 2014 WC608               | 29 novembre 2014  | Pan-STARRS          |
| 654144 | 2014 WZ610               | 29 novembre 2014  | Mount Lemmon Survey |
| 654145 | 2014 XA                  | 11 dicembre 2010  | L. Elenin           |
| 654146 | 2014 XL1                 | 1 dicembre 2014   | Pan-STARRS          |
| 654147 | 2014 XM1                 | 17 novembre 2014  | Pan-STARRS          |
| 654148 | 2014 XY1                 | 30 settembre 2005 | CSS                 |
| 654149 | 2014 XL3                 | 31 luglio 2001    | NEAT                |
| 654150 | 2014 XB4                 | 7 settembre 2014  | Pan-STARRS          |
| 654151 | 2014 XV7                 | 18 ottobre 2014   | Mount Lemmon Survey |
| 654152 | 2014 XO9                 | 3 ottobre 2014    | Mount Lemmon Survey |
| 654153 | 2014 XA10                | 1 dicembre 2010   | Spacewatch          |
| 654154 | 2014 XC10                | 15 ottobre 2014   | CSS                 |
| 654155 | 2014 XL11                | 19 novembre 2003  | Spacewatch          |
| 654156 | 2014 XM11                | 15 dicembre 2001  | LINEAR              |
| 654157 | 2014 XD12                | 27 novembre 2014  | Pan-STARRS          |
| 654158 | 2014 XF12                | 17 novembre 2014  | Pan-STARRS          |
| 654159 | 2014 XB15                | 26 novembre 2014  | Pan-STARRS          |
| 654160 | 2014 XB18                | 10 dicembre 2014  | Mount Lemmon Survey |
| 654161 | 2014 XB19                | 9 novembre 2009   | Mount Lemmon Survey |
| 654162 | 2014 XX20                | 19 novembre 2014  | Mount Lemmon Survey |
| 654163 | 2014 XY20                | 21 gennaio 2012   | CSS                 |
| 654164 | 2014 XA28                | 17 novembre 2014  | Pan-STARRS          |
| 654165 | 2014 XL28                | 26 novembre 2014  | CSS                 |
| 654166 | 2014 XL29                | 18 febbraio 2008  | Mount Lemmon Survey |
| 654167 | 2014 XM30                | 30 settembre 2005 | Mount Lemmon Survey |
| 654168 | 2014 XB39                | 5 agosto 2005     | NEAT                |
| 654169 | 2014 XX41                | 15 dicembre 2014  | Mount Lemmon Survey |
| 654170 | 2014 XJ42                | 2 dicembre 2014   | Pan-STARRS          |
| 654171 | 2014 XT46                | 3 dicembre 2014   | Pan-STARRS          |
| 654172 | 2014 XP49                | 20 dicembre 2001  | SDSS Collaboration  |
| 654173 | 2014 XS49                | 3 dicembre 2014   | Pan-STARRS          |
| 654174 | 2014 XR50                | 15 dicembre 2014  | Mount Lemmon Survey |
| 654175 | 2014 YV1                 | 12 settembre 2004 | Spacewatch          |
| 654176 | 2014 YU5                 | 4 marzo 2011      | CSS                 |
| 654177 | 2014 YZ7                 | 25 novembre 2005  | CSS                 |
| 654178 | 2014 YO8                 | 28 giugno 2014    | Mount Lemmon Survey |
| 654179 | 2014 YG11                | 29 dicembre 2005  | LINEAR              |
| 654180 | 2014 YC20                | 4 ottobre 2014    | Pan-STARRS          |
| 654181 | 2014 YH20                | 29 gennaio 2003   | SDSS Collaboration  |
| 654182 | 2014 YM24                | 28 gennaio 2007   | Spacewatch          |
| 654183 | 2014 YD25                | 3 dicembre 2014   | Pan-STARRS          |
| 654184 | 2014 YQ31                | 1 dicembre 2014   | Pan-STARRS          |
| 654185 | 2014 YT31                | 11 marzo 2007     | Spacewatch          |
| 654186 | 2014 YK32                | 5 novembre 2005   | CSS                 |
| 654187 | 2014 YG36                | 9 giugno 2012     | Mount Lemmon Survey |
| 654188 | 2014 YT45                | 25 gennaio 2003   | NEAT                |
| 654189 | 2014 YY45                | 1 gennaio 2008    | CSS                 |
| 654190 | 2014 YY49                | 27 settembre 2009 | Mount Lemmon Survey |
| 654191 | 2014 YN56                | 21 dicembre 2014  | Pan-STARRS          |
| 654192 | 2014 YK60                | 13 giugno 2012    | Pan-STARRS          |
| 654193 | 2014 YO62                | 4 settembre 2008  | Spacewatch          |
| 654194 | 2014 YZ63                | 29 dicembre 2014  | Pan-STARRS          |
| 654195 | 2014 YH64                | 29 dicembre 2014  | Mount Lemmon Survey |
| 654196 | 2014 YO76                | 21 dicembre 2014  | Pan-STARRS          |
| 654197 | 2014 YR76                | 16 dicembre 2014  | Pan-STARRS          |
| 654198 | 2014 YX76                | 16 dicembre 2014  | Pan-STARRS          |
| 654199 | 2014 YO78                | 3 giugno 2003     | Spacewatch          |
| 654200 | 2015 AT                  | 28 gennaio 2011   | Spacewatch          |

## 654201–654300
| Nome   | Designazione provvisoria | Data di scoperta  | Scopritore            |
| ------ | ------------------------ | ----------------- | --------------------- |
| 654201 | 2015 AB4                 | 10 dicembre 2010  | Mount Lemmon Survey   |
| 654202 | 2015 AG6                 | 31 agosto 2013    | Pan-STARRS            |
| 654203 | 2015 AN6                 | 30 ottobre 2014   | Mount Lemmon Survey   |
| 654204 | 2015 AQ12                | 11 gennaio 2015   | Pan-STARRS            |
| 654205 | 2015 AA14                | 10 settembre 2004 | Spacewatch            |
| 654206 | 2015 AH16                | 15 marzo 2007     | Spacewatch            |
| 654207 | 2015 AM17                | 17 luglio 2004    | W. K. Y. Yeung        |
| 654208 | 2015 AV18                | 29 agosto 2005    | Spacewatch            |
| 654209 | 2015 AD20                | 17 gennaio 2007   | Spacewatch            |
| 654210 | 2015 AS20                | 20 novembre 2014  | Pan-STARRS            |
| 654211 | 2015 AL22                | 16 luglio 2013    | Pan-STARRS            |
| 654212 | 2015 AC24                | 11 gennaio 2011   | Spacewatch            |
| 654213 | 2015 AE28                | 28 agosto 2013    | CSS                   |
| 654214 | 2015 AK31                | 2 gennaio 2009    | Spacewatch            |
| 654215 | 2015 AP32                | 6 febbraio 2002   | Spacewatch            |
| 654216 | 2015 AT40                | 18 novembre 2009  | Spacewatch            |
| 654217 | 2015 AE42                | 9 febbraio 2011   | Mount Lemmon Survey   |
| 654218 | 2015 AF42                | 13 marzo 2005     | Mount Lemmon Survey   |
| 654219 | 2015 AV46                | 25 agosto 2005    | NEAT                  |
| 654220 | 2015 AC47                | 8 dicembre 2005   | Spacewatch            |
| 654221 | 2015 AG52                | 14 marzo 2011     | Mount Lemmon Survey   |
| 654222 | 2015 AS58                | 25 febbraio 2011  | Mount Lemmon Survey   |
| 654223 | 2015 AU58                | 14 settembre 2013 | Mount Lemmon Survey   |
| 654224 | 2015 AN63                | 26 ottobre 2014   | Mount Lemmon Survey   |
| 654225 | 2015 AP64                | 10 agosto 2007    | Spacewatch            |
| 654226 | 2015 AT64                | 29 luglio 2008    | Mount Lemmon Survey   |
| 654227 | 2015 AA65                | 5 febbraio 2011   | Pan-STARRS            |
| 654228 | 2015 AJ65                | 2 luglio 2013     | Pan-STARRS            |
| 654229 | 2015 AL65                | 15 settembre 2007 | LONEOS                |
| 654230 | 2015 AM65                | 8 febbraio 2002   | R. Millis, M. W. Buie |
| 654231 | 2015 AX66                | 13 marzo 2007     | Mount Lemmon Survey   |
| 654232 | 2015 AE70                | 1 dicembre 2008   | Mount Lemmon Survey   |
| 654233 | 2015 AR70                | 13 gennaio 2015   | Pan-STARRS            |
| 654234 | 2015 AP73                | 21 dicembre 2014  | Pan-STARRS            |
| 654235 | 2015 AL76                | 21 dicembre 2014  | Pan-STARRS            |
| 654236 | 2015 AT76                | 25 febbraio 2006  | Mount Lemmon Survey   |
| 654237 | 2015 AX77                | 13 gennaio 2015   | Pan-STARRS            |
| 654238 | 2015 AD82                | 9 agosto 2013     | Pan-STARRS            |
| 654239 | 2015 AM83                | 22 gennaio 2006   | Mount Lemmon Survey   |
| 654240 | 2015 AN85                | 18 ottobre 2009   | Mount Lemmon Survey   |
| 654241 | 2015 AT86                | 22 gennaio 2006   | Mount Lemmon Survey   |
| 654242 | 2015 AN88                | 14 agosto 2013    | Pan-STARRS            |
| 654243 | 2015 AE93                | 3 ottobre 2013    | Mount Lemmon Survey   |
| 654244 | 2015 AM99                | 14 gennaio 2015   | Pan-STARRS            |
| 654245 | 2015 AR101               | 14 gennaio 2015   | Pan-STARRS            |
| 654246 | 2015 AP105               | 14 febbraio 2010  | Mount Lemmon Survey   |
| 654247 | 2015 AY109               | 26 febbraio 2011  | Mount Lemmon Survey   |
| 654248 | 2015 AS116               | 29 maggio 2012    | Mount Lemmon Survey   |
| 654249 | 2015 AB117               | 2 ottobre 2013    | Mount Lemmon Survey   |
| 654250 | 2015 AL119               | 14 gennaio 2015   | Pan-STARRS            |
| 654251 | 2015 AV119               | 30 novembre 2005  | Mount Lemmon Survey   |
| 654252 | 2015 AS121               | 7 gennaio 2006    | Spacewatch            |
| 654253 | 2015 AG126               | 14 gennaio 2015   | Pan-STARRS            |
| 654254 | 2015 AY127               | 21 dicembre 2014  | Pan-STARRS            |
| 654255 | 2015 AV129               | 14 gennaio 2015   | Pan-STARRS            |
| 654256 | 2015 AC130               | 1 ottobre 2013    | Mount Lemmon Survey   |
| 654257 | 2015 AE136               | 1 luglio 2013     | Pan-STARRS            |
| 654258 | 2015 AY138               | 21 dicembre 2014  | Pan-STARRS            |
| 654259 | 2015 AH140               | 1 settembre 2013  | D. R. Skillman        |
| 654260 | 2015 AT145               | 14 gennaio 2015   | Pan-STARRS            |
| 654261 | 2015 AX148               | 14 gennaio 2015   | Pan-STARRS            |
| 654262 | 2015 AG149               | 15 agosto 2013    | Pan-STARRS            |
| 654263 | 2015 AH149               | 7 febbraio 2006   | Spacewatch            |
| 654264 | 2015 AY150               | 15 aprile 2012    | Pan-STARRS            |
| 654265 | 2015 AC151               | 21 dicembre 2014  | Pan-STARRS            |
| 654266 | 2015 AJ151               | 22 aprile 2007    | Mount Lemmon Survey   |
| 654267 | 2015 AD152               | 23 ottobre 2013   | Mount Lemmon Survey   |
| 654268 | 2015 AL155               | 14 gennaio 2015   | Pan-STARRS            |
| 654269 | 2015 AU156               | 14 gennaio 2015   | Pan-STARRS            |
| 654270 | 2015 AQ158               | 14 gennaio 2015   | Pan-STARRS            |
| 654271 | 2015 AK159               | 2 ottobre 2013    | Pan-STARRS            |
| 654272 | 2015 AM164               | 14 gennaio 2015   | Pan-STARRS            |
| 654273 | 2015 AL169               | 14 gennaio 2015   | Pan-STARRS            |
| 654274 | 2015 AW171               | 7 dicembre 2005   | Spacewatch            |
| 654275 | 2015 AV172               | 1 ottobre 2013    | Mount Lemmon Survey   |
| 654276 | 2015 AY178               | 10 novembre 2009  | Spacewatch            |
| 654277 | 2015 AT179               | 8 novembre 2013   | Mount Lemmon Survey   |
| 654278 | 2015 AU181               | 14 gennaio 2015   | Pan-STARRS            |
| 654279 | 2015 AY185               | 3 ottobre 2013    | Pan-STARRS            |
| 654280 | 2015 AT192               | 21 dicembre 2014  | Pan-STARRS            |
| 654281 | 2015 AE193               | 27 gennaio 2006   | Mount Lemmon Survey   |
| 654282 | 2015 AK198               | 3 dicembre 2014   | Pan-STARRS            |
| 654283 | 2015 AT198               | 14 gennaio 2015   | Pan-STARRS            |
| 654284 | 2015 AO200               | 26 dicembre 2014  | Pan-STARRS            |
| 654285 | 2015 AN201               | 16 settembre 2009 | Mount Lemmon Survey   |
| 654286 | 2015 AA202               | 3 settembre 2013  | Pan-STARRS            |
| 654287 | 2015 AM204               | 1 dicembre 2005   | Spacewatch            |
| 654288 | 2015 AJ205               | 15 gennaio 2015   | Mount Lemmon Survey   |
| 654289 | 2015 AA207               | 13 dicembre 2006  | Mount Lemmon Survey   |
| 654290 | 2015 AY207               | 8 novembre 2007   | Mount Lemmon Survey   |
| 654291 | 2015 AL209               | 14 settembre 2007 | Mount Lemmon Survey   |
| 654292 | 2015 AP212               | 18 settembre 2009 | Spacewatch            |
| 654293 | 2015 AE214               | 25 settembre 2009 | Spacewatch            |
| 654294 | 2015 AS214               | 12 dicembre 2014  | Pan-STARRS            |
| 654295 | 2015 AA215               | 10 ottobre 2005   | Spacewatch            |
| 654296 | 2015 AV219               | 12 settembre 2004 | Spacewatch            |
| 654297 | 2015 AW222               | 1 dicembre 2005   | Mount Lemmon Survey   |
| 654298 | 2015 AG223               | 1 ottobre 2005    | Mount Lemmon Survey   |
| 654299 | 2015 AS223               | 9 febbraio 2003   | NEAT                  |
| 654300 | 2015 AK225               | 30 settembre 2008 | CSS                   |

## 654301–654400
| Nome   | Designazione provvisoria | Data di scoperta  | Scopritore                      |
| ------ | ------------------------ | ----------------- | ------------------------------- |
| 654301 | 2015 AM230               | 2 marzo 2011      | Mount Lemmon Survey             |
| 654302 | 2015 AB232               | 24 agosto 2008    | Spacewatch                      |
| 654303 | 2015 AH233               | 14 ottobre 2013   | Mount Lemmon Survey             |
| 654304 | 2015 AV234               | 15 gennaio 2015   | Pan-STARRS                      |
| 654305 | 2015 AU235               | 15 aprile 2008    | Mount Lemmon Survey             |
| 654306 | 2015 AL240               | 15 gennaio 2015   | Pan-STARRS                      |
| 654307 | 2015 AV246               | 16 marzo 2007     | Spacewatch                      |
| 654308 | 2015 AY248               | 26 aprile 2009    | SSS                             |
| 654309 | 2015 AV250               | 29 marzo 2011     | Mount Lemmon Survey             |
| 654310 | 2015 AV251               | 12 settembre 2013 | Mount Lemmon Survey             |
| 654311 | 2015 AC253               | 19 settembre 2006 | CSS                             |
| 654312 | 2015 AK253               | 6 marzo 2006      | Spacewatch                      |
| 654313 | 2015 AS254               | 6 settembre 2008  | Mount Lemmon Survey             |
| 654314 | 2015 AA257               | 8 novembre 2008   | Mount Lemmon Survey             |
| 654315 | 2015 AW263               | 15 gennaio 2015   | Pan-STARRS                      |
| 654316 | 2015 AJ264               | 12 settembre 2013 | Mount Lemmon Survey             |
| 654317 | 2015 AJ268               | 24 settembre 2013 | Mount Lemmon Survey             |
| 654318 | 2015 AE269               | 30 luglio 2005    | NEAT                            |
| 654319 | 2015 AM271               | 13 gennaio 2015   | Pan-STARRS                      |
| 654320 | 2015 AO274               | 10 novembre 2004  | Spacewatch                      |
| 654321 | 2015 AJ276               | 21 dicembre 2008  | CSS                             |
| 654322 | 2015 AW277               | 1 agosto 2009     | W. Bickel                       |
| 654323 | 2015 AL279               | 21 marzo 2001     | Spacewatch                      |
| 654324 | 2015 AX284               | 30 agosto 2013    | Pan-STARRS                      |
| 654325 | 2015 AJ291               | 21 settembre 2008 | Mount Lemmon Survey             |
| 654326 | 2015 AA292               | 7 settembre 2004  | Osservatorio di Saint-Veran     |
| 654327 | 2015 AY298               | 11 gennaio 2015   | Pan-STARRS                      |
| 654328 | 2015 AE300               | 15 gennaio 2015   | Pan-STARRS                      |
| 654329 | 2015 BK6                 | 21 dicembre 2014  | Mount Lemmon Survey             |
| 654330 | 2015 BH10                | 11 ottobre 1977   | T. Gehrels                      |
| 654331 | 2015 BK10                | 25 settembre 2007 | Mount Lemmon Survey             |
| 654332 | 2015 BP14                | 16 marzo 2007     | Spacewatch                      |
| 654333 | 2015 BH17                | 26 dicembre 2014  | Pan-STARRS                      |
| 654334 | 2015 BO20                | 16 gennaio 2015   | Pan-STARRS                      |
| 654335 | 2015 BQ24                | 23 gennaio 2006   | Mount Lemmon Survey             |
| 654336 | 2015 BH25                | 16 gennaio 2015   | Pan-STARRS                      |
| 654337 | 2015 BF27                | 15 ottobre 2004   | Mount Lemmon Survey             |
| 654338 | 2015 BN27                | 5 marzo 2006      | Spacewatch                      |
| 654339 | 2015 BR27                | 3 dicembre 2005   | Osservatorio di Mauna Kea       |
| 654340 | 2015 BK28                | 8 novembre 2009   | Mount Lemmon Survey             |
| 654341 | 2015 BN28                | 16 gennaio 2015   | Pan-STARRS                      |
| 654342 | 2015 BK29                | 16 gennaio 2015   | Pan-STARRS                      |
| 654343 | 2015 BU30                | 16 gennaio 2015   | Pan-STARRS                      |
| 654344 | 2015 BD39                | 4 gennaio 2006    | Mount Lemmon Survey             |
| 654345 | 2015 BT41                | 29 dicembre 2014  | Pan-STARRS                      |
| 654346 | 2015 BM45                | 24 dicembre 2006  | Spacewatch                      |
| 654347 | 2015 BL50                | 2 luglio 2013     | Pan-STARRS                      |
| 654348 | 2015 BJ53                | 24 novembre 2008  | Spacewatch                      |
| 654349 | 2015 BN56                | 30 settembre 2005 | Mount Lemmon Survey             |
| 654350 | 2015 BL57                | 22 gennaio 2006   | Mount Lemmon Survey             |
| 654351 | 2015 BU57                | 17 gennaio 2015   | Pan-STARRS                      |
| 654352 | 2015 BW57                | 25 novembre 2005  | Spacewatch                      |
| 654353 | 2015 BX57                | 9 giugno 2012     | Mount Lemmon Survey             |
| 654354 | 2015 BA58                | 19 aprile 2007    | Mount Lemmon Survey             |
| 654355 | 2015 BL62                | 17 settembre 2004 | Spacewatch                      |
| 654356 | 2015 BV64                | 28 novembre 2005  | Mount Lemmon Survey             |
| 654357 | 2015 BF66                | 25 marzo 2012     | Spacewatch                      |
| 654358 | 2015 BC71                | 24 novembre 2009  | Spacewatch                      |
| 654359 | 2015 BG72                | 13 ottobre 2004   | Osservatorio Jarnac             |
| 654360 | 2015 BT73                | 9 novembre 2009   | Spacewatch                      |
| 654361 | 2015 BJ77                | 17 gennaio 2015   | Pan-STARRS                      |
| 654362 | 2015 BQ77                | 28 febbraio 2008  | Mount Lemmon Survey             |
| 654363 | 2015 BR80                | 21 dicembre 2014  | Pan-STARRS                      |
| 654364 | 2015 BE88                | 5 ottobre 2013    | Pan-STARRS                      |
| 654365 | 2015 BP89                | 18 gennaio 2015   | Mount Lemmon Survey             |
| 654366 | 2015 BA90                | 20 novembre 2009  | Spacewatch                      |
| 654367 | 2015 BE94                | 14 luglio 2013    | Pan-STARRS                      |
| 654368 | 2015 BG96                | 15 dicembre 2014  | Mount Lemmon Survey             |
| 654369 | 2015 BU97                | 28 maggio 2008    | Spacewatch                      |
| 654370 | 2015 BK98                | 23 gennaio 2006   | Mount Lemmon Survey             |
| 654371 | 2015 BX100               | 26 gennaio 2006   | Mount Lemmon Survey             |
| 654372 | 2015 BR101               | 28 gennaio 2006   | Spacewatch                      |
| 654373 | 2015 BO102               | 4 novembre 2004   | Spacewatch                      |
| 654374 | 2015 BB104               | 16 febbraio 2001  | Spacewatch                      |
| 654375 | 2015 BR104               | 16 gennaio 2015   | Pan-STARRS                      |
| 654376 | 2015 BE106               | 20 ottobre 2008   | Mount Lemmon Survey             |
| 654377 | 2015 BL106               | 29 dicembre 2005  | Spacewatch                      |
| 654378 | 2015 BF107               | 30 dicembre 2008  | CSS                             |
| 654379 | 2015 BC108               | 5 dicembre 2010   | Mount Lemmon Survey             |
| 654380 | 2015 BA110               | 24 ottobre 2005   | Osservatorio di Mauna Kea       |
| 654381 | 2015 BN113               | 18 ottobre 2009   | Mount Lemmon Survey             |
| 654382 | 2015 BN114               | 2 febbraio 2006   | Mount Lemmon Survey             |
| 654383 | 2015 BY114               | 18 dicembre 2007  | Mount Lemmon Survey             |
| 654384 | 2015 BG115               | 17 gennaio 2015   | Mount Lemmon Survey             |
| 654385 | 2015 BM118               | 20 ottobre 2008   | Spacewatch                      |
| 654386 | 2015 BC120               | 16 novembre 2009  | Mount Lemmon Survey             |
| 654387 | 2015 BH120               | 3 ottobre 2013    | Pan-STARRS                      |
| 654388 | 2015 BC121               | 11 ottobre 2004   | L. H. Wasserman, J. R. Lovering |
| 654389 | 2015 BD127               | 17 gennaio 2015   | Pan-STARRS                      |
| 654390 | 2015 BS127               | 9 marzo 2008      | Spacewatch                      |
| 654391 | 2015 BA130               | 12 ottobre 2013   | Spacewatch                      |
| 654392 | 2015 BL132               | 25 ottobre 2013   | Mount Lemmon Survey             |
| 654393 | 2015 BK137               | 17 gennaio 2015   | Pan-STARRS                      |
| 654394 | 2015 BL137               | 13 settembre 2004 | Spacewatch                      |
| 654395 | 2015 BA138               | 17 gennaio 2015   | Pan-STARRS                      |
| 654396 | 2015 BX138               | 3 aprile 2011     | Pan-STARRS                      |
| 654397 | 2015 BN142               | 12 ottobre 2013   | Mount Lemmon Survey             |
| 654398 | 2015 BU145               | 3 ottobre 2013    | Pan-STARRS                      |
| 654399 | 2015 BX148               | 17 gennaio 2015   | Pan-STARRS                      |
| 654400 | 2015 BH149               | 26 settembre 2013 | CSS                             |

## 654401–654500
| Nome   | Designazione provvisoria | Data di scoperta  | Scopritore                    |
| ------ | ------------------------ | ----------------- | ----------------------------- |
| 654401 | 2015 BJ149               | 4 novembre 2004   | Spacewatch                    |
| 654402 | 2015 BP149               | 25 marzo 2011     | Pan-STARRS                    |
| 654403 | 2015 BZ149               | 4 aprile 2011     | Spacewatch                    |
| 654404 | 2015 BE150               | 4 ottobre 2013    | Mount Lemmon Survey           |
| 654405 | 2015 BP153               | 14 agosto 2013    | Pan-STARRS                    |
| 654406 | 2015 BA156               | 22 settembre 2004 | Spacewatch                    |
| 654407 | 2015 BY156               | 14 marzo 2004     | Spacewatch                    |
| 654408 | 2015 BX161               | 6 marzo 2011      | Spacewatch                    |
| 654409 | 2015 BE165               | 17 gennaio 2015   | Pan-STARRS                    |
| 654410 | 2015 BY167               | 8 ottobre 2008    | Spacewatch                    |
| 654411 | 2015 BB171               | 7 agosto 2008     | Spacewatch                    |
| 654412 | 2015 BR173               | 17 gennaio 2015   | Pan-STARRS                    |
| 654413 | 2015 BL177               | 17 gennaio 2015   | Pan-STARRS                    |
| 654414 | 2015 BF180               | 9 novembre 2013   | Mount Lemmon Survey           |
| 654415 | 2015 BJ185               | 17 gennaio 2015   | Pan-STARRS                    |
| 654416 | 2015 BF186               | 23 novembre 2014  | Mount Lemmon Survey           |
| 654417 | 2015 BS187               | 23 ottobre 2013   | Mount Lemmon Survey           |
| 654418 | 2015 BM188               | 3 settembre 2008  | Spacewatch                    |
| 654419 | 2015 BC190               | 13 marzo 2011     | Spacewatch                    |
| 654420 | 2015 BO192               | 14 gennaio 2011   | Mount Lemmon Survey           |
| 654421 | 2015 BO193               | 26 gennaio 2006   | Spacewatch                    |
| 654422 | 2015 BL198               | 17 gennaio 2015   | Pan-STARRS                    |
| 654423 | 2015 BV200               | 5 dicembre 2005   | Mount Lemmon Survey           |
| 654424 | 2015 BO206               | 28 febbraio 2008  | Mount Lemmon Survey           |
| 654425 | 2015 BT206               | 15 dicembre 2014  | Mount Lemmon Survey           |
| 654426 | 2015 BX211               | 18 dicembre 2014  | Pan-STARRS                    |
| 654427 | 2015 BJ212               | 18 ottobre 2009   | Mount Lemmon Survey           |
| 654428 | 2015 BT213               | 5 dicembre 2005   | Spacewatch                    |
| 654429 | 2015 BO217               | 18 gennaio 2015   | Pan-STARRS                    |
| 654430 | 2015 BD218               | 18 gennaio 2015   | Pan-STARRS                    |
| 654431 | 2015 BW219               | 30 novembre 2005  | Spacewatch                    |
| 654432 | 2015 BX220               | 14 agosto 2013    | Pan-STARRS                    |
| 654433 | 2015 BB225               | 18 gennaio 2015   | Mount Lemmon Survey           |
| 654434 | 2015 BT225               | 5 marzo 2011      | Mount Lemmon Survey           |
| 654435 | 2015 BU225               | 10 febbraio 2008  | Spacewatch                    |
| 654436 | 2015 BG228               | 5 marzo 2011      | Mount Lemmon Survey           |
| 654437 | 2015 BS228               | 21 dicembre 2014  | Pan-STARRS                    |
| 654438 | 2015 BH232               | 16 settembre 2003 | Spacewatch                    |
| 654439 | 2015 BW232               | 18 gennaio 2015   | Pan-STARRS                    |
| 654440 | 2015 BT233               | 27 dicembre 2008  | W. Bickel                     |
| 654441 | 2015 BE234               | 26 dicembre 2014  | Pan-STARRS                    |
| 654442 | 2015 BV237               | 9 novembre 2009   | Mount Lemmon Survey           |
| 654443 | 2015 BQ240               | 18 gennaio 2015   | Pan-STARRS                    |
| 654444 | 2015 BW241               | 18 gennaio 2015   | Pan-STARRS                    |
| 654445 | 2015 BY242               | 5 settembre 2008  | Spacewatch                    |
| 654446 | 2015 BW243               | 23 novembre 2009  | Adam Block                    |
| 654447 | 2015 BE248               | 4 gennaio 2006    | Spacewatch                    |
| 654448 | 2015 BM249               | 27 settembre 2006 | Spacewatch                    |
| 654449 | 2015 BE254               | 21 dicembre 2014  | Mount Lemmon Survey           |
| 654450 | 2015 BG254               | 18 gennaio 2015   | Pan-STARRS                    |
| 654451 | 2015 BV254               | 23 maggio 2001    | J. L. Elliot, L. H. Wasserman |
| 654452 | 2015 BZ255               | 18 gennaio 2015   | Pan-STARRS                    |
| 654453 | 2015 BS258               | 13 febbraio 2008  | Mount Lemmon Survey           |
| 654454 | 2015 BF266               | 2 dicembre 2005   | Spacewatch                    |
| 654455 | 2015 BZ266               | 28 novembre 2014  | CSS                           |
| 654456 | 2015 BK270               | 19 gennaio 2015   | Spacewatch                    |
| 654457 | 2015 BD273               | 17 novembre 2014  | Pan-STARRS                    |
| 654458 | 2015 BN273               | 8 dicembre 2010   | Mount Lemmon Survey           |
| 654459 | 2015 BU273               | 19 dicembre 2004  | Mount Lemmon Survey           |
| 654460 | 2015 BD275               | 15 dicembre 2010  | Mount Lemmon Survey           |
| 654461 | 2015 BP275               | 19 gennaio 2015   | Mount Lemmon Survey           |
| 654462 | 2015 BN276               | 27 luglio 2011    | Pan-STARRS                    |
| 654463 | 2015 BO285               | 19 gennaio 2015   | Pan-STARRS                    |
| 654464 | 2015 BC287               | 19 gennaio 2015   | Pan-STARRS                    |
| 654465 | 2015 BM289               | 19 giugno 2012    | Spacewatch                    |
| 654466 | 2015 BY295               | 8 ottobre 2008    | Spacewatch                    |
| 654467 | 2015 BS302               | 20 aprile 2006    | Spacewatch                    |
| 654468 | 2015 BU302               | 2 dicembre 2004   | Spacewatch                    |
| 654469 | 2015 BF305               | 1 dicembre 2008   | Spacewatch                    |
| 654470 | 2015 BX305               | 26 aprile 2007    | Mount Lemmon Survey           |
| 654471 | 2015 BJ308               | 14 aprile 2011    | Mount Lemmon Survey           |
| 654472 | 2015 BS308               | 30 novembre 2003  | Spacewatch                    |
| 654473 | 2015 BL309               | 20 gennaio 2015   | Mount Lemmon Survey           |
| 654474 | 2015 BG313               | 2 marzo 2011      | Mount Lemmon Survey           |
| 654475 | 2015 BG315               | 16 gennaio 2015   | Pan-STARRS                    |
| 654476 | 2015 BM315               | 8 novembre 2009   | Mount Lemmon Survey           |
| 654477 | 2015 BZ316               | 7 gennaio 2006    | Mount Lemmon Survey           |
| 654478 | 2015 BQ319               | 17 gennaio 2015   | Pan-STARRS                    |
| 654479 | 2015 BS320               | 23 settembre 2008 | Mount Lemmon Survey           |
| 654480 | 2015 BF321               | 15 settembre 2013 | Pan-STARRS                    |
| 654481 | 2015 BP321               | 17 gennaio 2015   | Pan-STARRS                    |
| 654482 | 2015 BM323               | 17 gennaio 2015   | Pan-STARRS                    |
| 654483 | 2015 BU323               | 10 settembre 2007 | Mount Lemmon Survey           |
| 654484 | 2015 BK325               | 1 ottobre 2008    | Mount Lemmon Survey           |
| 654485 | 2015 BU325               | 13 marzo 2011     | Spacewatch                    |
| 654486 | 2015 BG327               | 22 settembre 2009 | Mount Lemmon Survey           |
| 654487 | 2015 BW327               | 23 gennaio 2006   | Spacewatch                    |
| 654488 | 2015 BG329               | 17 gennaio 2015   | Pan-STARRS                    |
| 654489 | 2015 BB333               | 17 gennaio 2015   | Pan-STARRS                    |
| 654490 | 2015 BW334               | 25 febbraio 2011  | Spacewatch                    |
| 654491 | 2015 BB340               | 17 gennaio 2015   | Pan-STARRS                    |
| 654492 | 2015 BL340               | 30 ottobre 2008   | Mount Lemmon Survey           |
| 654493 | 2015 BW345               | 18 gennaio 2015   | Mount Lemmon Survey           |
| 654494 | 2015 BJ346               | 25 dicembre 2005  | Spacewatch                    |
| 654495 | 2015 BF347               | 9 novembre 2009   | Spacewatch                    |
| 654496 | 2015 BW349               | 31 gennaio 2006   | Spacewatch                    |
| 654497 | 2015 BQ354               | 30 dicembre 2007  | Mount Lemmon Survey           |
| 654498 | 2015 BA359               | 3 novembre 2005   | Mount Lemmon Survey           |
| 654499 | 2015 BH361               | 9 agosto 2013     | Spacewatch                    |
| 654500 | 2015 BP373               | 20 gennaio 2015   | Pan-STARRS                    |

## 654501–654600
| Nome   | Designazione provvisoria | Data di scoperta  | Scopritore                   |
| ------ | ------------------------ | ----------------- | ---------------------------- |
| 654501 | 2015 BH375               | 18 gennaio 2015   | Mount Lemmon Survey          |
| 654502 | 2015 BT377               | 26 dicembre 2014  | Pan-STARRS                   |
| 654503 | 2015 BQ379               | 3 ottobre 2013    | Pan-STARRS                   |
| 654504 | 2015 BD381               | 21 marzo 2002     | Spacewatch                   |
| 654505 | 2015 BC388               | 2 ottobre 2013    | Mount Lemmon Survey          |
| 654506 | 2015 BR390               | 3 ottobre 2013    | Pan-STARRS                   |
| 654507 | 2015 BT391               | 10 novembre 2013  | Mount Lemmon Survey          |
| 654508 | 2015 BB396               | 10 ottobre 2004   | Spacewatch                   |
| 654509 | 2015 BK399               | 4 ottobre 2002    | NEAT                         |
| 654510 | 2015 BS400               | 3 novembre 2008   | Mount Lemmon Survey          |
| 654511 | 2015 BY400               | 3 ottobre 2013    | Pan-STARRS                   |
| 654512 | 2015 BK402               | 20 gennaio 2015   | Pan-STARRS                   |
| 654513 | 2015 BO403               | 20 settembre 2008 | Mount Lemmon Survey          |
| 654514 | 2015 BK404               | 5 gennaio 2006    | Mount Lemmon Survey          |
| 654515 | 2015 BW404               | 20 gennaio 2015   | Pan-STARRS                   |
| 654516 | 2015 BQ405               | 16 maggio 2012    | Pan-STARRS                   |
| 654517 | 2015 BS408               | 24 settembre 2008 | Mount Lemmon Survey          |
| 654518 | 2015 BW409               | 20 gennaio 2015   | Pan-STARRS                   |
| 654519 | 2015 BH410               | 20 gennaio 2015   | Pan-STARRS                   |
| 654520 | 2015 BK411               | 23 ottobre 2008   | Spacewatch                   |
| 654521 | 2015 BF416               | 12 marzo 2011     | Mount Lemmon Survey          |
| 654522 | 2015 BS420               | 2 ottobre 2008    | Mount Lemmon Survey          |
| 654523 | 2015 BZ421               | 12 ottobre 2007   | Mount Lemmon Survey          |
| 654524 | 2015 BB424               | 2 novembre 2007   | Mount Lemmon Survey          |
| 654525 | 2015 BA427               | 4 febbraio 2006   | Spacewatch                   |
| 654526 | 2015 BL432               | 6 settembre 2013  | Mount Lemmon Survey          |
| 654527 | 2015 BB436               | 5 ottobre 2013    | Mount Lemmon Survey          |
| 654528 | 2015 BY439               | 3 dicembre 2005   | Osservatorio di Mauna Kea    |
| 654529 | 2015 BS443               | 20 gennaio 2015   | Pan-STARRS                   |
| 654530 | 2015 BD446               | 20 gennaio 2015   | Pan-STARRS                   |
| 654531 | 2015 BJ448               | 20 gennaio 2015   | Pan-STARRS                   |
| 654532 | 2015 BA451               | 25 ottobre 2013   | Mount Lemmon Survey          |
| 654533 | 2015 BE451               | 3 novembre 1999   | Spacewatch                   |
| 654534 | 2015 BL451               | 24 novembre 2008  | Mount Lemmon Survey          |
| 654535 | 2015 BS451               | 26 settembre 2003 | SDSS Collaboration           |
| 654536 | 2015 BK452               | 20 gennaio 2015   | Pan-STARRS                   |
| 654537 | 2015 BU453               | 29 aprile 2008    | Mount Lemmon Survey          |
| 654538 | 2015 BO463               | 13 agosto 2004    | Cerro Tololo Obs.            |
| 654539 | 2015 BU469               | 15 luglio 2013    | Pan-STARRS                   |
| 654540 | 2015 BT474               | 7 novembre 2005   | Osservatorio di Mauna Kea    |
| 654541 | 2015 BD475               | 20 gennaio 2015   | Pan-STARRS                   |
| 654542 | 2015 BW477               | 20 gennaio 2015   | Pan-STARRS                   |
| 654543 | 2015 BH478               | 29 agosto 2006    | Spacewatch                   |
| 654544 | 2015 BN478               | 10 gennaio 2006   | Mount Lemmon Survey          |
| 654545 | 2015 BE480               | 26 febbraio 2011  | Mount Lemmon Survey          |
| 654546 | 2015 BP480               | 7 agosto 2008     | Spacewatch                   |
| 654547 | 2015 BQ480               | 20 gennaio 2015   | Pan-STARRS                   |
| 654548 | 2015 BR482               | 5 settembre 2008  | Spacewatch                   |
| 654549 | 2015 BE485               | 13 ottobre 2013   | M. Schwartz, P. R. Holvorcem |
| 654550 | 2015 BX485               | 20 gennaio 2015   | Pan-STARRS                   |
| 654551 | 2015 BK486               | 29 dicembre 2005  | Spacewatch                   |
| 654552 | 2015 BK487               | 7 ottobre 2004    | Spacewatch                   |
| 654553 | 2015 BN487               | 20 gennaio 2015   | Pan-STARRS                   |
| 654554 | 2015 BP487               | 20 gennaio 2015   | Pan-STARRS                   |
| 654555 | 2015 BO488               | 7 novembre 2005   | Osservatorio di Mauna Kea    |
| 654556 | 2015 BG490               | 5 marzo 2006      | Spacewatch                   |
| 654557 | 2015 BW492               | 14 ottobre 2013   | Spacewatch                   |
| 654558 | 2015 BJ496               | 7 agosto 2008     | Spacewatch                   |
| 654559 | 2015 BE497               | 20 gennaio 2015   | Pan-STARRS                   |
| 654560 | 2015 BA500               | 27 febbraio 2012  | Pan-STARRS                   |
| 654561 | 2015 BC504               | 12 aprile 2011    | Mount Lemmon Survey          |
| 654562 | 2015 BN507               | 3 marzo 2006      | Spacewatch                   |
| 654563 | 2015 BY508               | 24 ottobre 2005   | Osservatorio di Mauna Kea    |
| 654564 | 2015 BV511               | 14 luglio 2013    | Pan-STARRS                   |
| 654565 | 2015 BY511               | 24 novembre 2014  | Mount Lemmon Survey          |
| 654566 | 2015 BA512               | 5 dicembre 2005   | Spacewatch                   |
| 654567 | 2015 BA516               | 16 gennaio 2015   | Pan-STARRS                   |
| 654568 | 2015 BC516               | 13 gennaio 2015   | Pan-STARRS                   |
| 654569 | 2015 BA519               | 26 gennaio 2015   | Pan-STARRS                   |
| 654570 | 2015 BM521               | 10 settembre 2007 | Mount Lemmon Survey          |
| 654571 | 2015 BH529               | 17 gennaio 2015   | Pan-STARRS                   |
| 654572 | 2015 BC531               | 21 gennaio 2015   | Pan-STARRS                   |
| 654573 | 2015 BN531               | 22 gennaio 2015   | Pan-STARRS                   |
| 654574 | 2015 BU533               | 30 gennaio 2015   | Pan-STARRS                   |
| 654575 | 2015 BA534               | 22 settembre 2008 | Spacewatch                   |
| 654576 | 2015 BB534               | 23 gennaio 2015   | Pan-STARRS                   |
| 654577 | 2015 BY535               | 17 novembre 2009  | Mount Lemmon Survey          |
| 654578 | 2015 BU536               | 9 novembre 2013   | Spacewatch                   |
| 654579 | 2015 BJ537               | 23 gennaio 2015   | Pan-STARRS                   |
| 654580 | 2015 BZ537               | 22 gennaio 2015   | Pan-STARRS                   |
| 654581 | 2015 BU538               | 4 marzo 2011      | Mount Lemmon Survey          |
| 654582 | 2015 BL541               | 8 novembre 2007   | Mount Lemmon Survey          |
| 654583 | 2015 BA542               | 1 febbraio 2009   | Spacewatch                   |
| 654584 | 2015 BF543               | 28 ottobre 2013   | Mount Lemmon Survey          |
| 654585 | 2015 BO543               | 19 gennaio 2015   | Pan-STARRS                   |
| 654586 | 2015 BZ543               | 22 gennaio 2015   | Pan-STARRS                   |
| 654587 | 2015 BK546               | 9 ottobre 2013    | Mount Lemmon Survey          |
| 654588 | 2015 BZ546               | 29 novembre 2013  | Pan-STARRS                   |
| 654589 | 2015 BP547               | 8 gennaio 2010    | Spacewatch                   |
| 654590 | 2015 BV549               | 3 ottobre 2013    | Pan-STARRS                   |
| 654591 | 2015 BS551               | 3 aprile 2011     | Pan-STARRS                   |
| 654592 | 2015 BC556               | 30 ottobre 2008   | Spacewatch                   |
| 654593 | 2015 BY561               | 20 gennaio 2015   | Pan-STARRS                   |
| 654594 | 2015 BW562               | 3 novembre 2007   | Mount Lemmon Survey          |
| 654595 | 2015 BM567               | 6 settembre 2008  | Mount Lemmon Survey          |
| 654596 | 2015 BY567               | 16 febbraio 2002  | A. C. Becker                 |
| 654597 | 2015 BZ567               | 4 ottobre 2004    | Spacewatch                   |
| 654598 | 2015 BU568               | 15 ottobre 2007   | Mount Lemmon Survey          |
| 654599 | 2015 BT571               | 23 gennaio 2015   | Pan-STARRS                   |
| 654600 | 2015 BF576               | 23 novembre 2009  | Spacewatch                   |

## 654601–654700
| Nome   | Designazione provvisoria | Data di scoperta  | Scopritore                |
| ------ | ------------------------ | ----------------- | ------------------------- |
| 654601 | 2015 BE590               | 22 gennaio 2015   | Pan-STARRS                |
| 654602 | 2015 BR590               | 22 gennaio 2015   | Pan-STARRS                |
| 654603 | 2015 BV590               | 20 gennaio 2015   | Pan-STARRS                |
| 654604 | 2015 BS593               | 23 gennaio 2015   | Pan-STARRS                |
| 654605 | 2015 BD594               | 22 gennaio 2015   | Pan-STARRS                |
| 654606 | 2015 BK594               | 25 gennaio 2015   | Pan-STARRS                |
| 654607 | 2015 BL594               | 23 gennaio 2015   | Pan-STARRS                |
| 654608 | 2015 BQ594               | 17 gennaio 2015   | Pan-STARRS                |
| 654609 | 2015 BD595               | 17 gennaio 2015   | Pan-STARRS                |
| 654610 | 2015 BP595               | 24 gennaio 2015   | Pan-STARRS                |
| 654611 | 2015 BR596               | 23 gennaio 2015   | Pan-STARRS                |
| 654612 | 2015 BT600               | 27 gennaio 2015   | Pan-STARRS                |
| 654613 | 2015 BE603               | 23 gennaio 2015   | Pan-STARRS                |
| 654614 | 2015 BV604               | 24 gennaio 2015   | Pan-STARRS                |
| 654615 | 2015 BA607               | 20 gennaio 2015   | Pan-STARRS                |
| 654616 | 2015 BA608               | 30 ottobre 2008   | Mount Lemmon Survey       |
| 654617 | 2015 BD608               | 20 gennaio 2015   | Pan-STARRS                |
| 654618 | 2015 BL613               | 16 gennaio 2015   | Pan-STARRS                |
| 654619 | 2015 BN617               | 28 gennaio 2015   | Pan-STARRS                |
| 654620 | 2015 CA6                 | 3 febbraio 2008   | Spacewatch                |
| 654621 | 2015 CZ7                 | 13 ottobre 2013   | Mount Lemmon Survey       |
| 654622 | 2015 CK9                 | 20 gennaio 2015   | Pan-STARRS                |
| 654623 | 2015 CO12                | 2 novembre 2013   | Mount Lemmon Survey       |
| 654624 | 2015 CB18                | 3 ottobre 2013    | Mount Lemmon Survey       |
| 654625 | 2015 CM20                | 29 aprile 2003    | Spacewatch                |
| 654626 | 2015 CE21                | 12 novembre 2013  | Mount Lemmon Survey       |
| 654627 | 2015 CL21                | 3 ottobre 2013    | Pan-STARRS                |
| 654628 | 2015 CR21                | 21 settembre 2008 | Mount Lemmon Survey       |
| 654629 | 2015 CY23                | 30 ottobre 2013   | Pan-STARRS                |
| 654630 | 2015 CQ26                | 10 marzo 2005     | Mount Lemmon Survey       |
| 654631 | 2015 CK27                | 14 settembre 2013 | Pan-STARRS                |
| 654632 | 2015 CA29                | 13 luglio 2013    | Pan-STARRS                |
| 654633 | 2015 CY31                | 11 novembre 2013  | Mount Lemmon Survey       |
| 654634 | 2015 CN32                | 11 settembre 2005 | Spacewatch                |
| 654635 | 2015 CQ32                | 26 marzo 2001     | M. W. Buie, S. D. Kern    |
| 654636 | 2015 CQ33                | 25 gennaio 2015   | Pan-STARRS                |
| 654637 | 2015 CU33                | 26 gennaio 2006   | CSS                       |
| 654638 | 2015 CX35                | 18 novembre 2009  | Spacewatch                |
| 654639 | 2015 CY43                | 23 gennaio 2006   | Mount Lemmon Survey       |
| 654640 | 2015 CJ44                | 20 dicembre 2009  | Mount Lemmon Survey       |
| 654641 | 2015 CV44                | 30 novembre 2003  | Spacewatch                |
| 654642 | 2015 CZ50                | 3 novembre 2010   | Spacewatch                |
| 654643 | 2015 CK55                | 11 febbraio 2015  | Mount Lemmon Survey       |
| 654644 | 2015 CR59                | 19 aprile 2004    | Spacewatch                |
| 654645 | 2015 CB60                | 25 dicembre 2005  | Mount Lemmon Survey       |
| 654646 | 2015 CF60                | 14 febbraio 2004  | NEAT                      |
| 654647 | 2015 CN62                | 18 gennaio 2015   | Mount Lemmon Survey       |
| 654648 | 2015 CX63                | 26 agosto 2003    | Cerro Tololo Obs.         |
| 654649 | 2015 CZ64                | 3 dicembre 2005   | Osservatorio di Mauna Kea |
| 654650 | 2015 CY65                | 4 febbraio 2006   | Spacewatch                |
| 654651 | 2015 CW70                | 10 febbraio 2015  | Spacewatch                |
| 654652 | 2015 CF77                | 13 febbraio 2015  | Mount Lemmon Survey       |
| 654653 | 2015 DW1                 | 16 dicembre 2014  | Pan-STARRS                |
| 654654 | 2015 DM2                 | 16 gennaio 2015   | Pan-STARRS                |
| 654655 | 2015 DY3                 | 27 marzo 2011     | Mount Lemmon Survey       |
| 654656 | 2015 DK5                 | 16 gennaio 2015   | Pan-STARRS                |
| 654657 | 2015 DW5                 | 3 ottobre 2013    | Pan-STARRS                |
| 654658 | 2015 DE9                 | 18 gennaio 2015   | Pan-STARRS                |
| 654659 | 2015 DK10                | 10 ottobre 2008   | Mount Lemmon Survey       |
| 654660 | 2015 DN10                | 10 marzo 2011     | Spacewatch                |
| 654661 | 2015 DS10                | 17 gennaio 2015   | Pan-STARRS                |
| 654662 | 2015 DH13                | 23 gennaio 2006   | Mount Lemmon Survey       |
| 654663 | 2015 DZ15                | 22 ottobre 2009   | CSS                       |
| 654664 | 2015 DU16                | 18 gennaio 2015   | Pan-STARRS                |
| 654665 | 2015 DM18                | 27 gennaio 2015   | Pan-STARRS                |
| 654666 | 2015 DE19                | 27 gennaio 2015   | Pan-STARRS                |
| 654667 | 2015 DK19                | 5 aprile 2011     | Spacewatch                |
| 654668 | 2015 DB22                | 8 ottobre 2008    | Spacewatch                |
| 654669 | 2015 DD22                | 9 novembre 2013   | Mount Lemmon Survey       |
| 654670 | 2015 DH25                | 21 gennaio 2015   | Pan-STARRS                |
| 654671 | 2015 DK34                | 9 agosto 2013     | Pan-STARRS                |
| 654672 | 2015 DA36                | 24 ottobre 2013   | Mount Lemmon Survey       |
| 654673 | 2015 DL36                | 16 febbraio 2015  | Pan-STARRS                |
| 654674 | 2015 DP39                | 16 febbraio 2015  | Pan-STARRS                |
| 654675 | 2015 DN45                | 27 gennaio 2015   | Pan-STARRS                |
| 654676 | 2015 DH48                | 28 marzo 2012     | Mount Lemmon Survey       |
| 654677 | 2015 DV49                | 25 ottobre 2013   | PTF                       |
| 654678 | 2015 DJ52                | 29 agosto 2009    | CSS                       |
| 654679 | 2015 DH53                | 3 ottobre 2008    | Mount Lemmon Survey       |
| 654680 | 2015 DW56                | 23 ottobre 2004   | Spacewatch                |
| 654681 | 2015 DF57                | 26 ottobre 2008   | Mount Lemmon Survey       |
| 654682 | 2015 DB59                | 17 dicembre 2009  | Spacewatch                |
| 654683 | 2015 DT61                | 20 gennaio 2015   | Pan-STARRS                |
| 654684 | 2015 DG62                | 6 agosto 2012     | Pan-STARRS                |
| 654685 | 2015 DA63                | 19 ottobre 2003   | SDSS Collaboration        |
| 654686 | 2015 DD64                | 26 agosto 2003    | Cerro Tololo Obs.         |
| 654687 | 2015 DK67                | 20 gennaio 2015   | Pan-STARRS                |
| 654688 | 2015 DD68                | 16 febbraio 2015  | Pan-STARRS                |
| 654689 | 2015 DE70                | 16 gennaio 2015   | Pan-STARRS                |
| 654690 | 2015 DJ72                | 29 maggio 2011    | Mount Lemmon Survey       |
| 654691 | 2015 DR74                | 13 febbraio 2001  | Spacewatch                |
| 654692 | 2015 DR78                | 14 settembre 2013 | Pan-STARRS                |
| 654693 | 2015 DT82                | 7 gennaio 2006    | Mount Lemmon Survey       |
| 654694 | 2015 DE89                | 31 ottobre 2005   | Osservatorio di Mauna Kea |
| 654695 | 2015 DJ93                | 11 settembre 2010 | Spacewatch                |
| 654696 | 2015 DS94                | 6 maggio 2011     | Spacewatch                |
| 654697 | 2015 DV94                | 27 gennaio 2015   | Pan-STARRS                |
| 654698 | 2015 DY101               | 5 settembre 2013  | CSS                       |
| 654699 | 2015 DH103               | 6 aprile 2011     | Mount Lemmon Survey       |
| 654700 | 2015 DY106               | 17 febbraio 2015  | Pan-STARRS                |

## 654701–654800
| Nome   | Designazione provvisoria | Data di scoperta  | Scopritore                |
| ------ | ------------------------ | ----------------- | ------------------------- |
| 654701 | 2015 DO107               | 15 gennaio 2015   | Pan-STARRS                |
| 654702 | 2015 DT108               | 26 novembre 2009  | Mount Lemmon Survey       |
| 654703 | 2015 DT111               | 12 marzo 2004     | NEAT                      |
| 654704 | 2015 DU113               | 5 marzo 2011      | Spacewatch                |
| 654705 | 2015 DW115               | 16 giugno 2012    | Pan-STARRS                |
| 654706 | 2015 DS116               | 3 ottobre 2008    | Mount Lemmon Survey       |
| 654707 | 2015 DU117               | 28 gennaio 2015   | Pan-STARRS                |
| 654708 | 2015 DD119               | 8 novembre 2013   | Mount Lemmon Survey       |
| 654709 | 2015 DN119               | 19 novembre 2008  | Spacewatch                |
| 654710 | 2015 DQ119               | 3 ottobre 2013    | Mount Lemmon Survey       |
| 654711 | 2015 DL123               | 24 aprile 2007    | Mount Lemmon Survey       |
| 654712 | 2015 DY125               | 28 novembre 2013  | Mount Lemmon Survey       |
| 654713 | 2015 DS126               | 30 novembre 2008  | Spacewatch                |
| 654714 | 2015 DC127               | 17 febbraio 2015  | Pan-STARRS                |
| 654715 | 2015 DK129               | 17 febbraio 2015  | Pan-STARRS                |
| 654716 | 2015 DZ134               | 12 novembre 2013  | Mount Lemmon Survey       |
| 654717 | 2015 DO136               | 23 dicembre 2012  | Pan-STARRS                |
| 654718 | 2015 DX138               | 23 gennaio 2006   | Mount Lemmon Survey       |
| 654719 | 2015 DB139               | 13 aprile 2011    | Spacewatch                |
| 654720 | 2015 DD141               | 17 gennaio 2015   | Mount Lemmon Survey       |
| 654721 | 2015 DX142               | 9 marzo 2011      | Spacewatch                |
| 654722 | 2015 DW143               | 19 settembre 1973 | T. Gehrels                |
| 654723 | 2015 DU144               | 28 gennaio 2011   | Spacewatch                |
| 654724 | 2015 DK146               | 25 novembre 2005  | Mount Lemmon Survey       |
| 654725 | 2015 DQ147               | 7 ottobre 2005    | Osservatorio di Mauna Kea |
| 654726 | 2015 DF149               | 7 febbraio 2015   | Mount Lemmon Survey       |
| 654727 | 2015 DZ153               | 16 gennaio 2005   | Spacewatch                |
| 654728 | 2015 DN154               | 20 dicembre 2004  | Mount Lemmon Survey       |
| 654729 | 2015 DC156               | 14 settembre 2007 | Mount Lemmon Survey       |
| 654730 | 2015 DP163               | 18 febbraio 2015  | Pan-STARRS                |
| 654731 | 2015 DR164               | 23 gennaio 2015   | Pan-STARRS                |
| 654732 | 2015 DY164               | 2 novembre 2013   | Mount Lemmon Survey       |
| 654733 | 2015 DG165               | 18 febbraio 2015  | Pan-STARRS                |
| 654734 | 2015 DU165               | 28 marzo 2012     | Spacewatch                |
| 654735 | 2015 DO166               | 5 maggio 2006     | Spacewatch                |
| 654736 | 2015 DW173               | 30 ottobre 2008   | Spacewatch                |
| 654737 | 2015 DT175               | 10 gennaio 2014   | Spacewatch                |
| 654738 | 2015 DM176               | 4 marzo 2011      | Mount Lemmon Survey       |
| 654739 | 2015 DE178               | 1 aprile 2011     | Spacewatch                |
| 654740 | 2015 DQ178               | 21 ottobre 2008   | Spacewatch                |
| 654741 | 2015 DR178               | 24 gennaio 2015   | Pan-STARRS                |
| 654742 | 2015 DY179               | 15 giugno 2007    | Spacewatch                |
| 654743 | 2015 DM180               | 1 novembre 2013   | Mount Lemmon Survey       |
| 654744 | 2015 DP180               | 30 novembre 2014  | Pan-STARRS                |
| 654745 | 2015 DN183               | 20 febbraio 2015  | Pan-STARRS                |
| 654746 | 2015 DE187               | 24 novembre 2008  | Spacewatch                |
| 654747 | 2015 DA191               | 25 ottobre 2013   | Mount Lemmon Survey       |
| 654748 | 2015 DX191               | 20 febbraio 2015  | Pan-STARRS                |
| 654749 | 2015 DF192               | 18 febbraio 2015  | Mount Lemmon Survey       |
| 654750 | 2015 DH192               | 1 novembre 2013   | Spacewatch                |
| 654751 | 2015 DN192               | 20 febbraio 2015  | Pan-STARRS                |
| 654752 | 2015 DD195               | 25 marzo 2007     | Mount Lemmon Survey       |
| 654753 | 2015 DW196               | 22 maggio 2006    | Mount Lemmon Survey       |
| 654754 | 2015 DP201               | 21 gennaio 2015   | Pan-STARRS                |
| 654755 | 2015 DZ201               | 26 marzo 2011     | Spacewatch                |
| 654756 | 2015 DR202               | 1 dicembre 2003   | Spacewatch                |
| 654757 | 2015 DO206               | 23 gennaio 2015   | Pan-STARRS                |
| 654758 | 2015 DW210               | 15 ottobre 2001   | NEAT                      |
| 654759 | 2015 DK211               | 4 dicembre 2010   | Mount Lemmon Survey       |
| 654760 | 2015 DT212               | 30 gennaio 2008   | Mount Lemmon Survey       |
| 654761 | 2015 DJ213               | 30 dicembre 2013  | Spacewatch                |
| 654762 | 2015 DR213               | 23 febbraio 2015  | Pan-STARRS                |
| 654763 | 2015 DG214               | 27 gennaio 2011   | CSS                       |
| 654764 | 2015 DV216               | 25 febbraio 2015  | Pan-STARRS                |
| 654765 | 2015 DO217               | 4 agosto 2002     | NEAT                      |
| 654766 | 2015 DP217               | 1 ottobre 2013    | S. Mottola, G. Proffe     |
| 654767 | 2015 DJ221               | 3 agosto 2011     | Pan-STARRS                |
| 654768 | 2015 DB222               | 13 settembre 2012 | Mount Lemmon Survey       |
| 654769 | 2015 DS225               | 16 febbraio 2015  | Pan-STARRS                |
| 654770 | 2015 DD228               | 24 febbraio 2015  | Pan-STARRS                |
| 654771 | 2015 DS228               | 19 dicembre 2004  | Mount Lemmon Survey       |
| 654772 | 2015 DU228               | 10 marzo 2005     | Mount Lemmon Survey       |
| 654773 | 2015 DY228               | 25 ottobre 2008   | Mount Lemmon Survey       |
| 654774 | 2015 DJ229               | 17 gennaio 2008   | Mount Lemmon Survey       |
| 654775 | 2015 DY230               | 19 novembre 2008  | Mount Lemmon Survey       |
| 654776 | 2015 DE231               | 10 ottobre 2012   | Mount Lemmon Survey       |
| 654777 | 2015 DK231               | 10 agosto 2007    | Spacewatch                |
| 654778 | 2015 DB234               | 26 novembre 2013  | Mount Lemmon Survey       |
| 654779 | 2015 DE235               | 27 febbraio 2015  | Pan-STARRS                |
| 654780 | 2015 DW238               | 16 febbraio 2015  | Pan-STARRS                |
| 654781 | 2015 DM239               | 16 febbraio 2015  | Pan-STARRS                |
| 654782 | 2015 DX240               | 21 gennaio 2015   | Pan-STARRS                |
| 654783 | 2015 DH242               | 21 gennaio 2015   | Pan-STARRS                |
| 654784 | 2015 DL245               | 23 febbraio 2015  | Pan-STARRS                |
| 654785 | 2015 DO245               | 25 gennaio 2015   | Pan-STARRS                |
| 654786 | 2015 DT245               | 23 gennaio 2015   | Pan-STARRS                |
| 654787 | 2015 DX247               | 23 gennaio 2015   | Pan-STARRS                |
| 654788 | 2015 DD250               | 16 febbraio 2015  | Pan-STARRS                |
| 654789 | 2015 DP250               | 20 febbraio 2015  | Pan-STARRS                |
| 654790 | 2015 DD252               | 16 febbraio 2015  | Pan-STARRS                |
| 654791 | 2015 DZ252               | 27 febbraio 2015  | Pan-STARRS                |
| 654792 | 2015 DH259               | 17 febbraio 2015  | Pan-STARRS                |
| 654793 | 2015 DS264               | 17 febbraio 2015  | Pan-STARRS                |
| 654794 | 2015 DX264               | 16 febbraio 2015  | Pan-STARRS                |
| 654795 | 2015 DB265               | 18 febbraio 2015  | Pan-STARRS                |
| 654796 | 2015 DU265               | 20 febbraio 2015  | Pan-STARRS                |
| 654797 | 2015 DA266               | 24 febbraio 2015  | Pan-STARRS                |
| 654798 | 2015 DB270               | 16 febbraio 2015  | Pan-STARRS                |
| 654799 | 2015 DZ272               | 16 febbraio 2015  | Pan-STARRS                |
| 654800 | 2015 DE273               | 20 febbraio 2015  | Pan-STARRS                |

## 654801–654900
| Nome   | Designazione provvisoria | Data di scoperta  | Scopritore                  |
| ------ | ------------------------ | ----------------- | --------------------------- |
| 654801 | 2015 DN277               | 23 febbraio 2015  | Pan-STARRS                  |
| 654802 | 2015 DC281               | 23 febbraio 2015  | Pan-STARRS                  |
| 654803 | 2015 DJ286               | 16 febbraio 2015  | Pan-STARRS                  |
| 654804 | 2015 DK286               | 28 gennaio 2015   | Pan-STARRS                  |
| 654805 | 2015 DO288               | 23 febbraio 2015  | Pan-STARRS                  |
| 654806 | 2015 DO293               | 22 gennaio 2015   | Pan-STARRS                  |
| 654807 | 2015 DJ296               | 16 febbraio 2015  | Pan-STARRS                  |
| 654808 | 2015 DD297               | 23 febbraio 2015  | Pan-STARRS                  |
| 654809 | 2015 DK303               | 27 gennaio 2015   | Pan-STARRS                  |
| 654810 | 2015 DB304               | 22 gennaio 2015   | Pan-STARRS                  |
| 654811 | 2015 DE306               | 16 ottobre 2012   | Mount Lemmon Survey         |
| 654812 | 2015 DC311               | 19 febbraio 2015  | Pan-STARRS                  |
| 654813 | 2015 EK2                 | 13 marzo 2010     | Mount Lemmon Survey         |
| 654814 | 2015 EQ4                 | 30 aprile 2011    | Pan-STARRS                  |
| 654815 | 2015 EN6                 | 13 marzo 2015     | Mount Lemmon Survey         |
| 654816 | 2015 EU6                 | 3 marzo 2006      | CSS                         |
| 654817 | 2015 EY8                 | 25 febbraio 2006  | Spacewatch                  |
| 654818 | 2015 EA10                | 14 ottobre 2004   | NEAT                        |
| 654819 | 2015 EF10                | 5 novembre 2007   | Spacewatch                  |
| 654820 | 2015 EH11                | 22 settembre 2008 | Mount Lemmon Survey         |
| 654821 | 2015 EB14                | 22 gennaio 2015   | Pan-STARRS                  |
| 654822 | 2015 EP15                | 14 febbraio 2015  | Mount Lemmon Survey         |
| 654823 | 2015 ED16                | 29 marzo 2012     | Pan-STARRS                  |
| 654824 | 2015 EN18                | 9 novembre 2013   | Pan-STARRS                  |
| 654825 | 2015 ED19                | 4 ottobre 1999    | Spacewatch                  |
| 654826 | 2015 EA20                | 25 gennaio 2015   | Pan-STARRS                  |
| 654827 | 2015 EK22                | 21 settembre 2008 | Spacewatch                  |
| 654828 | 2015 EJ23                | 8 settembre 2008  | Spacewatch                  |
| 654829 | 2015 EW24                | 17 febbraio 2015  | Pan-STARRS                  |
| 654830 | 2015 ER27                | 5 aprile 2011     | Spacewatch                  |
| 654831 | 2015 EW32                | 14 marzo 2015     | Pan-STARRS                  |
| 654832 | 2015 EK37                | 9 novembre 2013   | Mount Lemmon Survey         |
| 654833 | 2015 EX38                | 10 marzo 2005     | M. W. Buie, L. H. Wasserman |
| 654834 | 2015 EL40                | 17 febbraio 2015  | Pan-STARRS                  |
| 654835 | 2015 EA42                | 2 aprile 2011     | Spacewatch                  |
| 654836 | 2015 EJ47                | 23 settembre 2008 | Mount Lemmon Survey         |
| 654837 | 2015 ES47                | 14 marzo 2015     | Pan-STARRS                  |
| 654838 | 2015 EO49                | 16 febbraio 2015  | Pan-STARRS                  |
| 654839 | 2015 EX50                | 1 novembre 2013   | Mount Lemmon Survey         |
| 654840 | 2015 EQ53                | 24 gennaio 2015   | Pan-STARRS                  |
| 654841 | 2015 EV54                | 2 marzo 2011      | Spacewatch                  |
| 654842 | 2015 EX54                | 29 agosto 2006    | CSS                         |
| 654843 | 2015 ES56                | 13 agosto 2012    | Pan-STARRS                  |
| 654844 | 2015 EJ60                | 15 marzo 2015     | Spacewatch                  |
| 654845 | 2015 ET60                | 15 marzo 2015     | Pan-STARRS                  |
| 654846 | 2015 EZ60                | 20 febbraio 2015  | Pan-STARRS                  |
| 654847 | 2015 EQ62                | 14 aprile 2008    | CSS                         |
| 654848 | 2015 EE66                | 1 ottobre 2013    | Spacewatch                  |
| 654849 | 2015 EC68                | 24 ottobre 2013   | Mount Lemmon Survey         |
| 654850 | 2015 EQ69                | 16 febbraio 2015  | Pan-STARRS                  |
| 654851 | 2015 ES72                | 11 novembre 2004  | Spacewatch                  |
| 654852 | 2015 EZ76                | 10 marzo 2015     | Mount Lemmon Survey         |
| 654853 | 2015 FC7                 | 20 gennaio 2015   | Pan-STARRS                  |
| 654854 | 2015 FQ7                 | 16 marzo 2015     | Pan-STARRS                  |
| 654855 | 2015 FW10                | 10 gennaio 2014   | Spacewatch                  |
| 654856 | 2015 FB14                | 12 novembre 2012  | Mount Lemmon Survey         |
| 654857 | 2015 FS18                | 5 dicembre 2007   | Mount Lemmon Survey         |
| 654858 | 2015 FK22                | 17 giugno 2010    | Mount Lemmon Survey         |
| 654859 | 2015 FL22                | 11 maggio 2010    | Mount Lemmon Survey         |
| 654860 | 2015 FV31                | 10 marzo 2015     | Mount Lemmon Survey         |
| 654861 | 2015 FD32                | 16 marzo 2015     | Pan-STARRS                  |
| 654862 | 2015 FZ32                | 3 maggio 2011     | Mount Lemmon Survey         |
| 654863 | 2015 FG38                | 17 marzo 2015     | Pan-STARRS                  |
| 654864 | 2015 FO39                | 16 marzo 2015     | Spacewatch                  |
| 654865 | 2015 FM40                | 17 marzo 2015     | Pan-STARRS                  |
| 654866 | 2015 FP43                | 4 marzo 2005      | Mount Lemmon Survey         |
| 654867 | 2015 FA48                | 17 settembre 2004 | Spacewatch                  |
| 654868 | 2015 FB50                | 29 maggio 2009    | Mount Lemmon Survey         |
| 654869 | 2015 FH50                | 11 novembre 2013  | Spacewatch                  |
| 654870 | 2015 FR50                | 18 gennaio 2015   | Pan-STARRS                  |
| 654871 | 2015 FT53                | 2 febbraio 2006   | Spacewatch                  |
| 654872 | 2015 FZ53                | 29 maggio 2008    | Mount Lemmon Survey         |
| 654873 | 2015 FB54                | 27 maggio 2012    | Mount Lemmon Survey         |
| 654874 | 2015 FH56                | 24 gennaio 2015   | Pan-STARRS                  |
| 654875 | 2015 FV56                | 24 gennaio 2015   | Pan-STARRS                  |
| 654876 | 2015 FH66                | 20 gennaio 2015   | Pan-STARRS                  |
| 654877 | 2015 FX68                | 13 gennaio 2005   | Spacewatch                  |
| 654878 | 2015 FG69                | 12 dicembre 2012  | Mount Lemmon Survey         |
| 654879 | 2015 FL69                | 11 maggio 2010    | Mount Lemmon Survey         |
| 654880 | 2015 FQ72                | 14 febbraio 2009  | Mount Lemmon Survey         |
| 654881 | 2015 FU75                | 16 aprile 2005    | Spacewatch                  |
| 654882 | 2015 FB78                | 31 agosto 2005    | Spacewatch                  |
| 654883 | 2015 FD79                | 18 marzo 2015     | Pan-STARRS                  |
| 654884 | 2015 FO80                | 20 febbraio 2015  | Pan-STARRS                  |
| 654885 | 2015 FN82                | 12 agosto 2012    | Spacewatch                  |
| 654886 | 2015 FK84                | 17 gennaio 2005   | Spacewatch                  |
| 654887 | 2015 FF86                | 20 marzo 2015     | Pan-STARRS                  |
| 654888 | 2015 FL86                | 20 marzo 2015     | Pan-STARRS                  |
| 654889 | 2015 FG87                | 17 ottobre 2003   | Spacewatch                  |
| 654890 | 2015 FK87                | 20 maggio 2012    | Pan-STARRS                  |
| 654891 | 2015 FY87                | 6 agosto 2012     | Pan-STARRS                  |
| 654892 | 2015 FF88                | 19 aprile 2012    | Mount Lemmon Survey         |
| 654893 | 2015 FU88                | 23 febbraio 2015  | Pan-STARRS                  |
| 654894 | 2015 FY89                | 24 febbraio 2015  | Pan-STARRS                  |
| 654895 | 2015 FK93                | 20 gennaio 2015   | Pan-STARRS                  |
| 654896 | 2015 FS94                | 20 gennaio 2015   | Pan-STARRS                  |
| 654897 | 2015 FJ98                | 20 gennaio 2015   | Pan-STARRS                  |
| 654898 | 2015 FR102               | 17 febbraio 2004  | Spacewatch                  |
| 654899 | 2015 FC105               | 22 gennaio 2015   | Pan-STARRS                  |
| 654900 | 2015 FY105               | 13 agosto 2012    | Spacewatch                  |

## 654901–655000
| Nome   | Designazione provvisoria | Data di scoperta  | Scopritore          |
| ------ | ------------------------ | ----------------- | ------------------- |
| 654901 | 2015 FA107               | 25 febbraio 2015  | Pan-STARRS          |
| 654902 | 2015 FF107               | 22 gennaio 2004   | LINEAR              |
| 654903 | 2015 FS107               | 1 febbraio 2009   | Spacewatch          |
| 654904 | 2015 FR108               | 11 ottobre 2012   | Pan-STARRS          |
| 654905 | 2015 FO109               | 4 settembre 2008  | Spacewatch          |
| 654906 | 2015 FW109               | 20 marzo 2015     | Pan-STARRS          |
| 654907 | 2015 FK111               | 20 marzo 2015     | Pan-STARRS          |
| 654908 | 2015 FB112               | 20 marzo 2015     | Pan-STARRS          |
| 654909 | 2015 FR114               | 25 febbraio 2015  | Pan-STARRS          |
| 654910 | 2015 FS120               | 20 aprile 2012    | Mount Lemmon Survey |
| 654911 | 2015 FX120               | 17 febbraio 2015  | Pan-STARRS          |
| 654912 | 2015 FA122               | 26 maggio 2006    | CSS                 |
| 654913 | 2015 FN122               | 27 aprile 2006    | Cerro Tololo Obs.   |
| 654914 | 2015 FN123               | 27 settembre 2006 | Spacewatch          |
| 654915 | 2015 FS124               | 8 ottobre 2008    | Mount Lemmon Survey |
| 654916 | 2015 FP128               | 19 gennaio 2015   | Pan-STARRS          |
| 654917 | 2015 FW128               | 4 ottobre 2013    | Mount Lemmon Survey |
| 654918 | 2015 FA129               | 10 ottobre 2008   | Mount Lemmon Survey |
| 654919 | 2015 FY133               | 16 settembre 2006 | Spacewatch          |
| 654920 | 2015 FE134               | 22 gennaio 2015   | Pan-STARRS          |
| 654921 | 2015 FW135               | 13 ottobre 2010   | Mount Lemmon Survey |
| 654922 | 2015 FG136               | 23 ottobre 2008   | Spacewatch          |
| 654923 | 2015 FB137               | 30 aprile 2006    | Spacewatch          |
| 654924 | 2015 FA143               | 20 settembre 2009 | Spacewatch          |
| 654925 | 2015 FJ144               | 21 marzo 2015     | Pan-STARRS          |
| 654926 | 2015 FR145               | 21 marzo 2015     | Pan-STARRS          |
| 654927 | 2015 FD147               | 17 ottobre 2012   | Pan-STARRS          |
| 654928 | 2015 FE149               | 3 gennaio 2014    | Mount Lemmon Survey |
| 654929 | 2015 FQ150               | 21 marzo 2015     | Pan-STARRS          |
| 654930 | 2015 FH153               | 21 marzo 2015     | Pan-STARRS          |
| 654931 | 2015 FN153               | 27 settembre 2009 | Mount Lemmon Survey |
| 654932 | 2015 FB155               | 23 gennaio 2015   | Pan-STARRS          |
| 654933 | 2015 FQ156               | 29 novembre 2013  | Mount Lemmon Survey |
| 654934 | 2015 FV157               | 21 marzo 2015     | Pan-STARRS          |
| 654935 | 2015 FH158               | 3 ottobre 2013    | Pan-STARRS          |
| 654936 | 2015 FS158               | 2 novembre 2013   | Mount Lemmon Survey |
| 654937 | 2015 FH159               | 16 ottobre 2012   | Mount Lemmon Survey |
| 654938 | 2015 FT159               | 16 maggio 2012    | Mount Lemmon Survey |
| 654939 | 2015 FC162               | 21 marzo 2015     | Pan-STARRS          |
| 654940 | 2015 FK163               | 21 marzo 2015     | Pan-STARRS          |
| 654941 | 2015 FT163               | 19 ottobre 2006   | Spacewatch          |
| 654942 | 2015 FH164               | 8 marzo 2008      | Mount Lemmon Survey |
| 654943 | 2015 FK164               | 21 marzo 2015     | Pan-STARRS          |
| 654944 | 2015 FY164               | 21 marzo 2015     | Pan-STARRS          |
| 654945 | 2015 FX168               | 12 settembre 2007 | Mount Lemmon Survey |
| 654946 | 2015 FC169               | 11 gennaio 2008   | Spacewatch          |
| 654947 | 2015 FY169               | 27 gennaio 2004   | Spacewatch          |
| 654948 | 2015 FA172               | 26 gennaio 2011   | Mount Lemmon Survey |
| 654949 | 2015 FC173               | 8 ottobre 2012    | Pan-STARRS          |
| 654950 | 2015 FB174               | 6 ottobre 2012    | Pan-STARRS          |
| 654951 | 2015 FA175               | 21 marzo 2015     | Pan-STARRS          |
| 654952 | 2015 FB175               | 16 novembre 2009  | Mount Lemmon Survey |
| 654953 | 2015 FU175               | 1 gennaio 2014    | Spacewatch          |
| 654954 | 2015 FL176               | 18 febbraio 2004  | Spacewatch          |
| 654955 | 2015 FM180               | 6 settembre 2013  | Mount Lemmon Survey |
| 654956 | 2015 FZ183               | 28 novembre 2013  | Mount Lemmon Survey |
| 654957 | 2015 FN191               | 18 gennaio 2015   | Pan-STARRS          |
| 654958 | 2015 FU191               | 23 febbraio 2015  | Pan-STARRS          |
| 654959 | 2015 FQ194               | 28 settembre 2006 | Spacewatch          |
| 654960 | 2015 FW194               | 9 ottobre 2010    | Spacewatch          |
| 654961 | 2015 FY194               | 29 novembre 2013  | Mount Lemmon Survey |
| 654962 | 2015 FO195               | 25 settembre 2008 | Mount Lemmon Survey |
| 654963 | 2015 FA197               | 5 ottobre 2013    | Mount Lemmon Survey |
| 654964 | 2015 FR198               | 1 gennaio 2009    | Mount Lemmon Survey |
| 654965 | 2015 FD199               | 29 aprile 2012    | Spacewatch          |
| 654966 | 2015 FG199               | 3 ottobre 2013    | Spacewatch          |
| 654967 | 2015 FN199               | 26 settembre 2008 | Spacewatch          |
| 654968 | 2015 FX199               | 25 settembre 2008 | Mount Lemmon Survey |
| 654969 | 2015 FC200               | 17 novembre 2008  | Spacewatch          |
| 654970 | 2015 FG200               | 9 settembre 2007  | Mount Lemmon Survey |
| 654971 | 2015 FV202               | 24 settembre 2012 | Mount Lemmon Survey |
| 654972 | 2015 FE205               | 16 febbraio 2015  | Pan-STARRS          |
| 654973 | 2015 FS205               | 13 settembre 2007 | Spacewatch          |
| 654974 | 2015 FR207               | 16 febbraio 2015  | Pan-STARRS          |
| 654975 | 2015 FN211               | 15 ottobre 2012   | Pan-STARRS          |
| 654976 | 2015 FG212               | 16 febbraio 2015  | Pan-STARRS          |
| 654977 | 2015 FC213               | 16 febbraio 2015  | Pan-STARRS          |
| 654978 | 2015 FM218               | 19 settembre 2006 | Spacewatch          |
| 654979 | 2015 FZ218               | 15 settembre 2006 | Spacewatch          |
| 654980 | 2015 FP220               | 12 gennaio 2010   | Spacewatch          |
| 654981 | 2015 FV225               | 26 settembre 2008 | Spacewatch          |
| 654982 | 2015 FX225               | 5 novembre 2005   | Mount Lemmon Survey |
| 654983 | 2015 FZ226               | 23 marzo 2015     | Pan-STARRS          |
| 654984 | 2015 FC227               | 23 marzo 2015     | Pan-STARRS          |
| 654985 | 2015 FO228               | 23 marzo 2015     | Pan-STARRS          |
| 654986 | 2015 FL230               | 23 marzo 2015     | Pan-STARRS          |
| 654987 | 2015 FA233               | 7 febbraio 2008   | Mount Lemmon Survey |
| 654988 | 2015 FR234               | 19 aprile 2012    | Mount Lemmon Survey |
| 654989 | 2015 FB235               | 11 marzo 2015     | Spacewatch          |
| 654990 | 2015 FF236               | 2 ottobre 2003    | Spacewatch          |
| 654991 | 2015 FG238               | 12 gennaio 2010   | Spacewatch          |
| 654992 | 2015 FR238               | 29 agosto 2011    | L. Elenin           |
| 654993 | 2015 FO239               | 28 marzo 1995     | Spacewatch          |
| 654994 | 2015 FA241               | 23 marzo 2015     | Pan-STARRS          |
| 654995 | 2015 FJ243               | 8 ottobre 2008    | CSS                 |
| 654996 | 2015 FB245               | 21 novembre 2008  | Spacewatch          |
| 654997 | 2015 FO246               | 23 marzo 2015     | Pan-STARRS          |
| 654998 | 2015 FT246               | 23 marzo 2015     | Pan-STARRS          |
| 654999 | 2015 FC247               | 2 maggio 2012     | R. Holmes           |
| 655000 | 2015 FJ251               | 23 marzo 2015     | Pan-STARRS          |